# 21e étape du Tour d'Italie 2022
Pour un article plus général, voir Tour d'Italie 2022.
La 21e étape du Tour d'Italie 2022 se déroule le dimanche 29 mai 2022 sous la forme d'un contre-la-montre à Vérone (Vénétie), en Italie, sur une distance de 17,4 km.

## Parcours
Cette 21e et ultime étape se dispute dans les rues de Vérone, sur un format en contre-la-montre, deuxième épreuve chronométrée de cette 105e édition du Tour d'Italie.
Long de 17,4 kilomètres, ce contre-la-montre présente un profil accidenté, avec une ascension à mi-parcours, comptant pour le classement du meilleur grimpeur (4,6 km à 5,1 %, 4C). Il reprend le parcours des Torricelle, circuit emprunté lors des championnats du monde 1999. D'abord sur de larges boulevards rectilignes, l'itinéraire rejoint, sur une chaussée plus étroite, la montée vers Torricella Massimiliana, dont le sommet sert de se seul temps intermédiaire. L'itinéraire redescend ensuite sur quatre kilomètres sur des routes larges et droites. Le final urbain comprend quelques virages serrés, jusqu’à l’arrivée sur la Piazza Bra et les Arènes de Vérone.
La victoire d'étape est favorable à un spécialiste de l'épreuve chronométrée ou à un coureur complet, souvent favori à la victoire finale au classement général.

## Déroulement de la course
Comme pour chaque contre-la-montre individuel, les coureurs s'élancent dans l'ordre inverse du classement général.
Dans l'ordre, ? coureurs se sont vu obtenir le meilleur temps au cours de la journée : deuxième parti, le Belge Pieter Serry (Quick-Step Alpha Vinyl) est le premier à inscrire son temps, en 24 : 56 : 43. S'ensuit : le Néerlandais Julius van den Berg (EF Education-EasyPost), en 24 : 53 : 69 ; l'Australien Michael Hepburn (BikeExchange Jayco), en 23 : 48 : 19 ; le Danois Magnus Cort Nielsen (EF Education-EasyPost), en 23 : 42 : 12 ; le Suisse Mauro Schmid (Quick-Step Alpha Vinyl), en 23 : 41 : 53 et le champion d'Italie Matteo Sobrero (BikeExchange Jayco), en 22 : 54 : 54, qui remporte la deuxième des deux épreuves chronométrées au programme du Tour d'Italie 2022, après celle de Simon Yates lors de la 2e étape.
Quant aux six coureurs les mieux classés au classement général, qui se tiennent tous en moins de dix minutes : le Tchèque Jan Hirt (Intermarché-Wanty-Gobert Matériaux) réalise un assez mauvais temps (24 : 16 : 93), tout comme l'Espagnol Pello Bilbao (Bahrain Victorious), en 24 : 14 : 12, et l'Italien Vincenzo Nibali (Astana Qazaqstan), en 25 : 00 : 08. L'Espagnol Mikel Landa (Bahrain Victorious) reste décevant, en 25 : 28 : 42 ; le champion équatorien Richard Carapaz (INEOS Grenadiers) réalise un bon temps, en 23 : 48 : 08. Fort de son maillot rose récupérer la veille des épaules de Carapaz, l'Australien Jai Hindley (Bora-Hansgrohe) réalise pourtant un moins bon temps que le coureur équatorien, en 23 : 55 : 98.
A l'unique point intermédiaire de la journée, situé à Torricella Massimiliana (km 9,5), le meilleur temps appartient à Matteo Sobrero, en 14 : 23, qui récupère, à l'occasion, les points du classement de la montagne.
Ainsi, Jai Hindley remporte la 105e édition du Tour d'Italie. Deuxième du Tour d'Italie 2020 derrière le Britannique Tao Geoghegan Hart (INEOS Grenadiers), il devient le premier Australien à remporter la compétition. L'Espagnol Juan Pedro López (Trek-Segafredo) est classé meilleur jeune, le Français Arnaud Démare (Groupama-FDJ) est premier au classement par points, tandis que le Néerlandais Koen Bouwman (Jumbo-Visma) termine à la tête du classement du meilleur grimpeur. L'équipe Bahrain Victorious remporte le classement par équipes.

## Résultats

### Classement de l'étape
| \| Classement de l'étape \| Classement de l'étape \| Classement de l'étape \| Classement de l'étape \| Classement de l'étape \| \| Coureur \| Coureur \| Pays \| Équipe \| Temps \| \| --------------------- \| --------------------- \| --------------------- \| ---------------------- \| --------------------- \| \| 1er \| Matteo Sobrero \| Italie \| BikeExchange-Jayco \| 22 min 24 s \| \| 2e \| Thymen Arensman \| Pays-Bas \| Team DSM \| + 23 s \| \| 3e \| Mathieu van der Poel \| Pays-Bas \| Alpecin-Fenix \| + 40 s \| \| 4e \| Bauke Mollema \| Pays-Bas \| Trek-Segafredo \| + 1 min 08 s \| \| 5e \| Ben Tulett \| Royaume-Uni \| Ineos Grenadiers \| + 1 min 12 s \| \| 6e \| Mauro Schmid \| Suisse \| Quick-Step Alpha Vinyl \| + 1 min 17 s \| \| 7e \| Magnus Cort Nielsen \| Danemark \| EF Education-EasyPost \| + 1 min 18 s \| \| 8e \| Tobias Foss \| Norvège \| Jumbo-Visma \| + 1 min 19 s \| \| 9e \| Michael Hepburn \| Australie \| BikeExchange-Jayco \| + 1 min 24 s \| \| 10e \| Richard Carapaz \| Équateur \| Ineos Grenadiers \| + 1 min 24 s \| |                      |             |                        |              |
| |                      |             |                        |              |
| Source : ProCyclingStats |                      |             |                        |              |
| Classement de l'étape |                      |             |                        |              |
| Coureur | Coureur              | Pays        | Équipe                 | Temps        |
| 1er | Matteo Sobrero       | Italie      | BikeExchange-Jayco     | 22 min 24 s  |
| 2e | Thymen Arensman      | Pays-Bas    | Team DSM               | + 23 s       |
| 3e | Mathieu van der Poel | Pays-Bas    | Alpecin-Fenix          | + 40 s       |
| 4e | Bauke Mollema        | Pays-Bas    | Trek-Segafredo         | + 1 min 08 s |
| 5e | Ben Tulett           | Royaume-Uni | Ineos Grenadiers       | + 1 min 12 s |
| 6e | Mauro Schmid         | Suisse      | Quick-Step Alpha Vinyl | + 1 min 17 s |
| 7e | Magnus Cort Nielsen  | Danemark    | EF Education-EasyPost  | + 1 min 18 s |
| 8e | Tobias Foss          | Norvège     | Jumbo-Visma            | + 1 min 19 s |
| 9e | Michael Hepburn      | Australie   | BikeExchange-Jayco     | + 1 min 24 s |
| 10e | Richard Carapaz      | Équateur    | Ineos Grenadiers       | + 1 min 24 s |

### Classements aux points intermédiaires
| \| Classement intermédiaire no 1 Torricella Massimiliana (km 9.5) \| Classement intermédiaire no 1 Torricella Massimiliana (km 9.5) \| Classement intermédiaire no 1 Torricella Massimiliana (km 9.5) \| Classement intermédiaire no 1 Torricella Massimiliana (km 9.5) \| Classement intermédiaire no 1 Torricella Massimiliana (km 9.5) \| \| \| Coureur \| Pays \| Équipe \| Temps \| \| -------------------------------------------------------------- \| -------------------------------------------------------------- \| -------------------------------------------------------------- \| -------------------------------------------------------------- \| -------------------------------------------------------------- \| \| 1er \| Matteo Sobrero \| Italie \| BikeExchange Jayco \| en 14 min 23 s \| \| 2e \| Thymen Arensman \| Pays-Bas \| Team DSM \| + 15 s \| \| 3e \| Mathieu van der Poel \| Pays-Bas \| Alpecin-Fenix \| + 33 s \| \| 4e \| Magnus Cort Nielsen \| Danemark \| EF Education-EasyPost \| + 41 s \| \| 5e \| Hugh Carthy \| Grande-Bretagne \| EF Education-EasyPost \| + 44 s \| \| 6e \| Michael Hepburn \| Australie \| BikeExchange Jayco \| + 47 s \| \| 7e \| Ben Tulett \| Grande-Bretagne \| Ineos Grenadiers \| + 52 s \| \| 8e \| Thomas De Gendt \| Belgique \| Lotto-Soudal \| + 55 s \| \| 9e \| Bauke Mollema \| Pays-Bas \| Trek-Segafredo \| + 56 s \| \| 10e \| Richard Carapaz \| Équateur \| Ineos Grenadiers \| + 57 s \| \| modifier \| \| \| \| \| |                      |                 |                       |                |
| Classement intermédiaire no 1 Torricella Massimiliana (km 9.5) |                      |                 |                       |                |
| | Coureur              | Pays            | Équipe                | Temps          |
| 1er | Matteo Sobrero       | Italie          | BikeExchange Jayco    | en 14 min 23 s |
| 2e | Thymen Arensman      | Pays-Bas        | Team DSM              | + 15 s         |
| 3e | Mathieu van der Poel | Pays-Bas        | Alpecin-Fenix         | + 33 s         |
| 4e | Magnus Cort Nielsen  | Danemark        | EF Education-EasyPost | + 41 s         |
| 5e | Hugh Carthy          | Grande-Bretagne | EF Education-EasyPost | + 44 s         |
| 6e | Michael Hepburn      | Australie       | BikeExchange Jayco    | + 47 s         |
| 7e | Ben Tulett           | Grande-Bretagne | Ineos Grenadiers      | + 52 s         |
| 8e | Thomas De Gendt      | Belgique        | Lotto-Soudal          | + 55 s         |
| 9e | Bauke Mollema        | Pays-Bas        | Trek-Segafredo        | + 56 s         |
| 10e | Richard Carapaz      | Équateur        | Ineos Grenadiers      | + 57 s         |
| modifier |                      |                 |                       |                |

### Points attribués pour le classement par points
| \| Arrivée d'étape Vérone (km 17.4) \| Arrivée d'étape Vérone (km 17.4) \| Arrivée d'étape Vérone (km 17.4) \| Arrivée d'étape Vérone (km 17.4) \| Arrivée d'étape Vérone (km 17.4) \| \| -------------------------------- \| -------------------------------- \| -------------------------------- \| -------------------------------- \| -------------------------------- \| \| \| Coureur \| Pays \| Équipe \| Point(s) \| \| 1er \| Matteo Sobrero \| Italie \| BikeExchange Jayco \| 15 \| \| 2e \| Thymen Arensman \| Pays-Bas \| Team DSM \| 12 \| \| 3e \| Mathieu van der Poel \| Pays-Bas \| Alpecin-Fenix \| 9 \| \| 4e \| Bauke Mollema \| Pays-Bas \| Trek-Segafredo \| 7 \| \| 5e \| Ben Tulett \| Grande-Bretagne \| Ineos Grenadiers \| 6 \| \| 6e \| Mauro Schmid \| Suisse \| Quick-Step Alpha Vinyl \| 5 \| \| 7e \| Magnus Cort Nielsen \| Danemark \| EF Education-EasyPost \| 4 \| \| 8e \| Tobias Foss \| Norvège \| Jumbo-Visma \| 3 \| \| 9e \| Michael Hepburn \| Australie \| BikeExchange Jayco \| 2 \| \| 10e \| Richard Carapaz \| Équateur \| Ineos Grenadiers \| 1 \| \| modifier \| \| \| \| \| |                      |                 |                        |          |
| Arrivée d'étape Vérone (km 17.4) |                      |                 |                        |          |
| | Coureur              | Pays            | Équipe                 | Point(s) |
| 1er | Matteo Sobrero       | Italie          | BikeExchange Jayco     | 15       |
| 2e | Thymen Arensman      | Pays-Bas        | Team DSM               | 12       |
| 3e | Mathieu van der Poel | Pays-Bas        | Alpecin-Fenix          | 9        |
| 4e | Bauke Mollema        | Pays-Bas        | Trek-Segafredo         | 7        |
| 5e | Ben Tulett           | Grande-Bretagne | Ineos Grenadiers       | 6        |
| 6e | Mauro Schmid         | Suisse          | Quick-Step Alpha Vinyl | 5        |
| 7e | Magnus Cort Nielsen  | Danemark        | EF Education-EasyPost  | 4        |
| 8e | Tobias Foss          | Norvège         | Jumbo-Visma            | 3        |
| 9e | Michael Hepburn      | Australie       | BikeExchange Jayco     | 2        |
| 10e | Richard Carapaz      | Équateur        | Ineos Grenadiers       | 1        |
| modifier |                      |                 |                        |          |

### Points attribués pour le classement du meilleur grimpeur
| \| Torricella Massimiliana (km 9.5) 4e catégorie (4,1 km à 5,4%) \| Torricella Massimiliana (km 9.5) 4e catégorie (4,1 km à 5,4%) \| Torricella Massimiliana (km 9.5) 4e catégorie (4,1 km à 5,4%) \| Torricella Massimiliana (km 9.5) 4e catégorie (4,1 km à 5,4%) \| Torricella Massimiliana (km 9.5) 4e catégorie (4,1 km à 5,4%) \| \| ------------------------------------------------------------- \| ------------------------------------------------------------- \| ------------------------------------------------------------- \| ------------------------------------------------------------- \| ------------------------------------------------------------- \| \| \| Coureur \| Pays \| Équipe \| Point(s) \| \| 1er \| Matteo Sobrero \| Italie \| BikeExchange Jayco \| 3 \| \| 2e \| Thymen Arensman \| Pays-Bas \| Team DSM \| 2 \| \| 3e \| Mathieu van der Poel \| Pays-Bas \| Alpecin-Fenix \| 1 \| \| modifier \| \| \| \| \| |                      |          |                    |          |
| Torricella Massimiliana (km 9.5) 4e catégorie (4,1 km à 5,4%) |                      |          |                    |          |
| | Coureur              | Pays     | Équipe             | Point(s) |
| 1er | Matteo Sobrero       | Italie   | BikeExchange Jayco | 3        |
| 2e | Thymen Arensman      | Pays-Bas | Team DSM           | 2        |
| 3e | Mathieu van der Poel | Pays-Bas | Alpecin-Fenix      | 1        |
| modifier |                      |          |                    |          |

## Classements à l'issue de l'étape

### Classement général
| \| Classement général \| Classement général \| Classement général \| Classement général \| Classement général \| \| Coureur \| Coureur \| Pays \| Équipe \| Temps \| \| ------------------ \| ------------------ \| ------------------ \| ---------------------------------- \| ------------------ \| \| 1er \| Jai Hindley \| Australie \| Bora-Hansgrohe \| 86 h 31 min 14 s \| \| 2e \| Richard Carapaz \| Équateur \| Ineos Grenadiers \| + 1 min 18 s \| \| 3e \| Mikel Landa \| Espagne \| Bahrain Victorious \| + 3 min 24 s \| \| 4e \| Vincenzo Nibali \| Italie \| Astana Qazaqstan Team \| + 9 min 02 s \| \| 5e \| Pello Bilbao \| Espagne \| Bahrain Victorious \| + 9 min 14 s \| \| 6e \| Jan Hirt \| Tchéquie \| Intermarché-Wanty-Gobert Matériaux \| + 9 min 28 s \| \| 7e \| Emanuel Buchmann \| Allemagne \| Bora-Hansgrohe \| + 13 min 19 s \| \| 8e \| Domenico Pozzovivo \| Italie \| Intermarché-Wanty-Gobert Matériaux \| + 17 min 29 s \| \| 9e \| Hugh Carthy \| Royaume-Uni \| EF Education-EasyPost \| + 17 min 54 s \| \| 10e \| Juan Pedro López \| Espagne \| Trek-Segafredo \| + 18 min 40 s \| \| 11e \| Alejandro Valverde \| Espagne \| Movistar Team \| + 23 min 24 s \| \| 12e \| Santiago Buitrago \| Colombie \| Bahrain Victorious \| + 24 min 23 s \| \| 13e \| Lucas Hamilton \| Australie \| BikeExchange-Jayco \| + 28 min 02 s \| \| 14e \| Guillaume Martin \| France \| Cofidis \| + 28 min 37 s \| \| 15e \| Lorenzo Fortunato \| Italie \| Eolo-Kometa \| + 33 min 15 s \| \| 16e \| Pavel Sivakov \| France \| Ineos Grenadiers \| + 41 min 43 s \| \| 17e \| Wilco Kelderman \| Pays-Bas \| Bora-Hansgrohe \| + 41 min 45 s \| \| 18e \| Thymen Arensman \| Pays-Bas \| Team DSM \| + 42 min 31 s \| \| 19e \| Lennard Kämna \| Allemagne \| Bora-Hansgrohe \| + 43 min 58 s \| \| 20e \| Sam Oomen \| Pays-Bas \| Jumbo-Visma \| + 1 h 04 min 22 s \| |                    |             |                                    |                   |
| |                    |             |                                    |                   |
| Source : ProCyclingStats |                    |             |                                    |                   |
| Classement général |                    |             |                                    |                   |
| Coureur | Coureur            | Pays        | Équipe                             | Temps             |
| 1er | Jai Hindley        | Australie   | Bora-Hansgrohe                     | 86 h 31 min 14 s  |
| 2e | Richard Carapaz    | Équateur    | Ineos Grenadiers                   | + 1 min 18 s      |
| 3e | Mikel Landa        | Espagne     | Bahrain Victorious                 | + 3 min 24 s      |
| 4e | Vincenzo Nibali    | Italie      | Astana Qazaqstan Team              | + 9 min 02 s      |
| 5e | Pello Bilbao       | Espagne     | Bahrain Victorious                 | + 9 min 14 s      |
| 6e | Jan Hirt           | Tchéquie    | Intermarché-Wanty-Gobert Matériaux | + 9 min 28 s      |
| 7e | Emanuel Buchmann   | Allemagne   | Bora-Hansgrohe                     | + 13 min 19 s     |
| 8e | Domenico Pozzovivo | Italie      | Intermarché-Wanty-Gobert Matériaux | + 17 min 29 s     |
| 9e | Hugh Carthy        | Royaume-Uni | EF Education-EasyPost              | + 17 min 54 s     |
| 10e | Juan Pedro López   | Espagne     | Trek-Segafredo                     | + 18 min 40 s     |
| 11e | Alejandro Valverde | Espagne     | Movistar Team                      | + 23 min 24 s     |
| 12e | Santiago Buitrago  | Colombie    | Bahrain Victorious                 | + 24 min 23 s     |
| 13e | Lucas Hamilton     | Australie   | BikeExchange-Jayco                 | + 28 min 02 s     |
| 14e | Guillaume Martin   | France      | Cofidis                            | + 28 min 37 s     |
| 15e | Lorenzo Fortunato  | Italie      | Eolo-Kometa                        | + 33 min 15 s     |
| 16e | Pavel Sivakov      | France      | Ineos Grenadiers                   | + 41 min 43 s     |
| 17e | Wilco Kelderman    | Pays-Bas    | Bora-Hansgrohe                     | + 41 min 45 s     |
| 18e | Thymen Arensman    | Pays-Bas    | Team DSM                           | + 42 min 31 s     |
| 19e | Lennard Kämna      | Allemagne   | Bora-Hansgrohe                     | + 43 min 58 s     |
| 20e | Sam Oomen          | Pays-Bas    | Jumbo-Visma                        | + 1 h 04 min 22 s |

| Classement par points | Classement par points | Classement par points | Classement par points           | Classement par points |
| Coureur               | Coureur               | Pays                  | Équipe                          | Points                |
| --------------------- | --------------------- | --------------------- | ------------------------------- | --------------------- |
| 1er                   | Arnaud Démare         | France                | Groupama-FDJ                    | 254 pts               |
| 2e                    | Fernando Gaviria      | Colombie              | UAE Team Emirates               | 136 pts               |
| 3e                    | Mark Cavendish        | Royaume-Uni           | Quick-Step Alpha Vinyl          | 132 pts               |
| 4e                    | Mathieu van der Poel  | Pays-Bas              | Alpecin-Fenix                   | 105 pts               |
| 5e                    | Alberto Dainese       | Italie                | Team DSM                        | 95 pts                |
| 6e                    | Dries De Bondt        | Belgique              | Alpecin-Fenix                   | 83 pts                |
| 7e                    | Simone Consonni       | Italie                | Cofidis                         | 73 pts                |
| 8e                    | Phil Bauhaus          | Allemagne             | Bahrain Victorious              | 72 pts                |
| 9e                    | Koen Bouwman          | Pays-Bas              | Jumbo-Visma                     | 71 pts                |
| 10e                   | Filippo Tagliani      | Italie                | Drone Hopper-Androni Giocattoli | 70 pts                |

| Classement par points | Classement par points | Classement par points | Classement par points           | Classement par points |
| Coureur               | Coureur               | Pays                  | Équipe                          | Points                |
| --------------------- | --------------------- | --------------------- | ------------------------------- | --------------------- |
| 1er                   | Arnaud Démare         | France                | Groupama-FDJ                    | 254 pts               |
| 2e                    | Fernando Gaviria      | Colombie              | UAE Team Emirates               | 136 pts               |
| 3e                    | Mark Cavendish        | Royaume-Uni           | Quick-Step Alpha Vinyl          | 132 pts               |
| 4e                    | Mathieu van der Poel  | Pays-Bas              | Alpecin-Fenix                   | 105 pts               |
| 5e                    | Alberto Dainese       | Italie                | Team DSM                        | 95 pts                |
| 6e                    | Dries De Bondt        | Belgique              | Alpecin-Fenix                   | 83 pts                |
| 7e                    | Simone Consonni       | Italie                | Cofidis                         | 73 pts                |
| 8e                    | Phil Bauhaus          | Allemagne             | Bahrain Victorious              | 72 pts                |
| 9e                    | Koen Bouwman          | Pays-Bas              | Jumbo-Visma                     | 71 pts                |
| 10e                   | Filippo Tagliani      | Italie                | Drone Hopper-Androni Giocattoli | 70 pts                |

| Classement de la montagne | Classement de la montagne | Classement de la montagne | Classement de la montagne          | Classement de la montagne |
| Coureur                   | Coureur                   | Pays                      | Équipe                             | Points                    |
| ------------------------- | ------------------------- | ------------------------- | ---------------------------------- | ------------------------- |
| 1er                       | Koen Bouwman              | Pays-Bas                  | Jumbo-Visma                        | 294 pts                   |
| 2e                        | Giulio Ciccone            | Italie                    | Trek-Segafredo                     | 163 pts                   |
| 3e                        | Alessandro Covi           | Italie                    | UAE Team Emirates                  | 102 pts                   |
| 4e                        | Diego Rosa                | Italie                    | Eolo-Kometa                        | 94 pts                    |
| 5e                        | Davide Formolo            | Italie                    | UAE Team Emirates                  | 87 pts                    |
| 6e                        | Jai Hindley               | Australie                 | Bora-Hansgrohe                     | 78 pts                    |
| 7e                        | Lennard Kämna             | Allemagne                 | Bora-Hansgrohe                     | 78 pts                    |
| 8e                        | Santiago Buitrago         | Colombie                  | Bahrain Victorious                 | 71 pts                    |
| 9e                        | Richard Carapaz           | Équateur                  | Ineos Grenadiers                   | 65 pts                    |
| 10e                       | Jan Hirt                  | Tchéquie                  | Intermarché-Wanty-Gobert Matériaux | 57 pts                    |

| Classement de la montagne | Classement de la montagne | Classement de la montagne | Classement de la montagne          | Classement de la montagne |
| Coureur                   | Coureur                   | Pays                      | Équipe                             | Points                    |
| ------------------------- | ------------------------- | ------------------------- | ---------------------------------- | ------------------------- |
| 1er                       | Koen Bouwman              | Pays-Bas                  | Jumbo-Visma                        | 294 pts                   |
| 2e                        | Giulio Ciccone            | Italie                    | Trek-Segafredo                     | 163 pts                   |
| 3e                        | Alessandro Covi           | Italie                    | UAE Team Emirates                  | 102 pts                   |
| 4e                        | Diego Rosa                | Italie                    | Eolo-Kometa                        | 94 pts                    |
| 5e                        | Davide Formolo            | Italie                    | UAE Team Emirates                  | 87 pts                    |
| 6e                        | Jai Hindley               | Australie                 | Bora-Hansgrohe                     | 78 pts                    |
| 7e                        | Lennard Kämna             | Allemagne                 | Bora-Hansgrohe                     | 78 pts                    |
| 8e                        | Santiago Buitrago         | Colombie                  | Bahrain Victorious                 | 71 pts                    |
| 9e                        | Richard Carapaz           | Équateur                  | Ineos Grenadiers                   | 65 pts                    |
| 10e                       | Jan Hirt                  | Tchéquie                  | Intermarché-Wanty-Gobert Matériaux | 57 pts                    |

| Classement du meilleur jeune | Classement du meilleur jeune | Classement du meilleur jeune | Classement du meilleur jeune | Classement du meilleur jeune |
| Coureur                      | Coureur                      | Pays                         | Équipe                       | Temps                        |
| ---------------------------- | ---------------------------- | ---------------------------- | ---------------------------- | ---------------------------- |
| 1er                          | Juan Pedro López             | Espagne                      | Trek-Segafredo               | 86 h 49 min 54 s             |
| 2e                           | Santiago Buitrago            | Colombie                     | Bahrain Victorious           | + 5 min 43 s                 |
| 3e                           | Pavel Sivakov                | France                       | Ineos Grenadiers             | + 23 min 03 s                |
| 4e                           | Thymen Arensman              | Pays-Bas                     | Team DSM                     | + 23 min 51 s                |
| 5e                           | Luca Covili                  | Italie                       | Bardiani CSF Faizanè         | + 1 h 11 min 44 s            |
| 6e                           | Gijs Leemreize               | Pays-Bas                     | Jumbo-Visma                  | + 1 h 41 min 00 s            |
| 7e                           | Vadim Pronskiy               | Kazakhstan                   | Astana Qazaqstan Team        | + 1 h 44 min 30 s            |
| 8e                           | Mauri Vansevenant            | Belgique                     | Quick-Step Alpha Vinyl       | + 1 h 45 min 04 s            |
| 9e                           | Attila Valter                | Hongrie                      | Groupama-FDJ                 | + 1 h 57 min 13 s            |
| 10e                          | Ben Tulett                   | Royaume-Uni                  | Ineos Grenadiers             | + 2 h 08 min 46 s            |

| Classement du meilleur jeune | Classement du meilleur jeune | Classement du meilleur jeune | Classement du meilleur jeune | Classement du meilleur jeune |
| Coureur                      | Coureur                      | Pays                         | Équipe                       | Temps                        |
| ---------------------------- | ---------------------------- | ---------------------------- | ---------------------------- | ---------------------------- |
| 1er                          | Juan Pedro López             | Espagne                      | Trek-Segafredo               | 86 h 49 min 54 s             |
| 2e                           | Santiago Buitrago            | Colombie                     | Bahrain Victorious           | + 5 min 43 s                 |
| 3e                           | Pavel Sivakov                | France                       | Ineos Grenadiers             | + 23 min 03 s                |
| 4e                           | Thymen Arensman              | Pays-Bas                     | Team DSM                     | + 23 min 51 s                |
| 5e                           | Luca Covili                  | Italie                       | Bardiani CSF Faizanè         | + 1 h 11 min 44 s            |
| 6e                           | Gijs Leemreize               | Pays-Bas                     | Jumbo-Visma                  | + 1 h 41 min 00 s            |
| 7e                           | Vadim Pronskiy               | Kazakhstan                   | Astana Qazaqstan Team        | + 1 h 44 min 30 s            |
| 8e                           | Mauri Vansevenant            | Belgique                     | Quick-Step Alpha Vinyl       | + 1 h 45 min 04 s            |
| 9e                           | Attila Valter                | Hongrie                      | Groupama-FDJ                 | + 1 h 57 min 13 s            |
| 10e                          | Ben Tulett                   | Royaume-Uni                  | Ineos Grenadiers             | + 2 h 08 min 46 s            |

| Classement par équipes | Classement par équipes             | Classement par équipes | Classement par équipes |
| Équipe                 | Équipe                             | Pays                   | Temps                  |
| ---------------------- | ---------------------------------- | ---------------------- | ---------------------- |
| 1re                    | Bahrain Victorious                 | Bahreïn                | 259 h 48 min 12 s      |
| 2e                     | Bora-Hansgrohe                     | Allemagne              | + 4 min 07 s           |
| 3e                     | Ineos Grenadiers                   | Royaume-Uni            | + 1 h 22 min 29 s      |
| 4e                     | Intermarché-Wanty-Gobert Matériaux | Belgique               | + 1 h 23 min 57 s      |
| 5e                     | Astana Qazaqstan Team              | Kazakhstan             | + 2 h 18 min 46 s      |
| 6e                     | Trek-Segafredo                     | États-Unis             | + 2 h 21 min 10 s      |
| 7e                     | Jumbo-Visma                        | Pays-Bas               | + 2 h 40 min 16 s      |
| 8e                     | UAE Team Emirates                  | Émirats arabes unis    | + 3 h 21 min 02 s      |
| 9e                     | BikeExchange-Jayco                 | Australie              | + 3 h 29 min 58 s      |
| 10e                    | Movistar Team                      | Espagne                | + 3 h 39 min 45 s      |

| Classement par équipes | Classement par équipes             | Classement par équipes | Classement par équipes |
| Équipe                 | Équipe                             | Pays                   | Temps                  |
| ---------------------- | ---------------------------------- | ---------------------- | ---------------------- |
| 1re                    | Bahrain Victorious                 | Bahreïn                | 259 h 48 min 12 s      |
| 2e                     | Bora-Hansgrohe                     | Allemagne              | + 4 min 07 s           |
| 3e                     | Ineos Grenadiers                   | Royaume-Uni            | + 1 h 22 min 29 s      |
| 4e                     | Intermarché-Wanty-Gobert Matériaux | Belgique               | + 1 h 23 min 57 s      |
| 5e                     | Astana Qazaqstan Team              | Kazakhstan             | + 2 h 18 min 46 s      |
| 6e                     | Trek-Segafredo                     | États-Unis             | + 2 h 21 min 10 s      |
| 7e                     | Jumbo-Visma                        | Pays-Bas               | + 2 h 40 min 16 s      |
| 8e                     | UAE Team Emirates                  | Émirats arabes unis    | + 3 h 21 min 02 s      |
| 9e                     | BikeExchange-Jayco                 | Australie              | + 3 h 29 min 58 s      |
| 10e                    | Movistar Team                      | Espagne                | + 3 h 39 min 45 s      |